# 코리안저널
코리안저널 (KOREAN JOURNAL, 창립자: 김세호)는 미국의 KOREAN COMMUNITY JOURNAL, INC. (KCJ)에서 발행한 Tabloid주간지와 월간지의 명칭이다.
주간 코리안저널은 1983년 1월 24일 KOREAN JOURNAL HOUSTON의 창간을 시작으로 DALLAS, CHICAGO, ATLANTA, SEATTLE, MICHIGAN, SACRAMENTO, CAROLINA 등의 각 지역별로 별도판이 차례로 발행되었으나 MEDIA의 ONLINE 시대가 도래하여 종이 신문의 영향력이 점점 감소해 타격을 많이 받았다. 각 지역 어디나 한인 동포 인구가 제한되어 있어 한인 업체의 숫자도 적은데다 대부분이 소규모 업체여서 광고주 개척이 어려운 형편에 후발 유사 주간지들이 진입하여 덤핑으로 마구 경쟁을 하여 경영 환경이 악화를 피할 수 없어 여러 지역판의 발행이 차례로 중단되었다. 현재는 발행권 라이센스를 받은 2개의 회사에 의하여 KOREAN JOURNAL HOUSTON과 KOREAN JOURNAL DALLAS 만이 각각 발행되고 있다.
월간 코리안저널은 미국을 중심으로 캐나다, 멕시코를 포함한 북미주 전역의 한인 동포를 대상으로 창간호 (1995년 10월호)부터 유료 정규판과 무료 보급판을 합하여 매월 10만부 이상을 배포한 정기 간행물의 명칭이다. 북미주 한인 동포들에게 현지의 삶에 도움이 되는 미국의 시사 정보와 생활 정보를 주로 다루면서 한국의 주요 이슈를 곁들였다. 월간 코리안저널은 창간을 준비하면서 미국의 ABC (AUDIT BUREAU OF CIRCULATIONS)의 회원으로 가입하여 창간호부터 매호 10만 200부 이상을 발행 배포함을 ABC에 보고하고 검증을 받았다. 1995년 당시로는 전세계 해외 한인 동포 사회 역사상 ABC의 인증 발행부수를 제시하는 한글 정기 간행물로는 월간 코리안저널이 최초로 기록된다. 당시 미국에서는 한인 동포 사회의 신문 잡지들을 포함하여 소수민족들의 수많은 비영어권 정기 간행물이 있었으나 멕시코계의 스페인어 신문 하나 만이 ABC 인증 발행부수를 제시하고 있었을 뿐이었다. 월간 코리안저널은 1995년 10월호부터 2012년 1월호까지 17년간 발행되었다. 200만 미주 동포를 대상으로 10만부 이상을 발행하는데 따른 발행 비용이 큰 금액이어서 유사한 경쟁매체가 출현하기 어려운 실정이라 경쟁업체는 없었으나 2008년의 금융위기 여파가 강력했고 회복 기간이 오래 걸려 경영실적이 크게 악화된데다 발행인의 건강 문제가 돌발하여 2012년 1월호를 마지막으로 발행이 중지되었다.

## 연혁
코리안저널 회사 연혁은 다음과 같다.
- 1982년 11월 15일: KOREAN COMMUNITY JOURNAL, INC. 텍사스주 법인 등록.
- 1983년 1월 24일: 주간 코리안저널 휴스턴 창간.
- 1984년 8월 27일: 주간 코리안저널 달라스 창간.
- 1985년 3월 1일: 주간 코리안저널 시카고 창간.
- 1987년 10월 12일: 주간 코리안저널 애틀랜타 창간.
- 1988년 1월 7일: 주간 씨애틀 코리안저널 창간.
- 1993년 4월 20일: 연방 상무성에 코리안저널 상표 등록.
- 1995년 10월 1일: 월간 코리안저널 창간. (Tabloid Size)
- 1995년 10월 1일: Audit Bureau of Circulations (ABC) 가입.
- 1996년 10월 30일: 주간 코리안저널 시카고 발행 중지.
- 1996년 11월 2일: 주간 코리안저널 미시간 창간.
- 1998년 1월 10일: 주간 코리안저널 씨애틀 발행 중지.
- 1998년 10월 1일: 월간 코리안저널 magazine 사이즈로 변경.
- 2012년 1월 31일: 월간 코리안저널 발행 중지.
- 2014년 8월 30일: 단행본 '휴스턴 한인 역사와 인물 열전' 발간